# Гусиный лук земляничный
Гусиный лук земляничный (лат. Gagea fragifera) — вид травянистых растений рода Гусиный лук (Gagea) семейства Лилейные (Liliaceae).

## Ботаническое описание
Многолетние травянистые растения. Луковица одиночная, яйцевидная, одетая жесткими бурыми чешуями. Стебель 6—15 см высотой, гладкий; прикорневой лист один, линейный, почти плоский, сверху слегка желобчатый, на конце суженный, несколько длиннее стебля, 2—4 мм шириной. Прицветные листья в числе 2, иногда немного отставленные друг от друга вследствие некоторого развития нижнего междоузлия общего цветоноса; из них нижний со стеблеобъемлющим основанием, линейно-ланцетовидный, длинно-заострённый, почти равен соцветию, реже немного длиннее его, 2,5—5 мм шириной.
Цветки в числе 1—15, на длинных тонких и гладких цветоножках, которые в 3—7 раз длиннее цветков, до расцветания поникающие, затем более или менее прямостоячие, при плодах же снова поникающие. Околоцветник внутри желтоватый или беловатый, снаружи обыкновенно буровато-красноватый, листочки его удлиненно-эллиптические или почти ланцетовидные, к основанию суженные, на верхушке более или менее заострённые, 6—11 мм длиной и 1—2 мм шириной. Тычинки на ⅓ или на ½ короче их, с широкоэллиптическими пыльниками, которые во много раз короче нитей. Столбик вдвое длиннее завязи.

## Распространение и экология
Евразия. Встречается на приручьевых и сырых лесных лужайках.

## Синонимы
- Ornithogalum erubescens Besser
- Ornithogalum fragiferum Vill.basionym
- Ornithogalum liotardii Sternb., nom. superfl.
- Stellaster liotardii (Sternb.) Kuntze, nom. superfl.
- Gagea anisanthos K.Koch
- Gagea brentae Evers
- Gagea emarginata Kar. & Kir.
- Gagea erubescens (Besser) Schult. & Schult.f.
- Gagea intermedia Schltdl. ex Rchb.
- Gagea lasczinskyi Zolot.
- Gagea liotardii (Sternb.) Schult. & Schult.f., nom. superfl.
- Gagea mirabilis Grossh.
- Gagea samojedorum Grossh.
- Gagea saxatilis Boreau ex Nyman
- Gagea turcomanica Popov
- Ornithoxanthum liotardii (Sternb.) Link, nom. superfl.

и другие.